# Посольство Ирана в Японии
Посольство Канады в Японии (перс. سفارت جمهوری اسلامی ایران در ژاپن‎, яп. 駐日イラン大使館) — главная дипломатическая миссия Ирана в Японии, расположенная в специальном районе Минато столицы Японии Токио. С 2018 года послом Ирана в Японии является Мортеза Рахмани Мовахед.

## История
Первая Императорская миссия Ирана в Токио была открыта в июле 1930 года. Дипломатические отношения между Ираном и Японией и обмен чрезвычайными посланниками и полномочными министрами были приостановлены во время Второй мировой войны. После войны дипотношения были возобновлены, а в феврале 1955 года высшая миссия Ирана в Токио была переведена из дипломатической миссии в посольство. В феврале 1979 года иранская монархия прекратила своё существование в результате исламской революции, однако, тем не менее, дипломатические отношения с Японией были унаследованы и посольство Ирана в Токио продолжало работать без каких-либо приостановок.

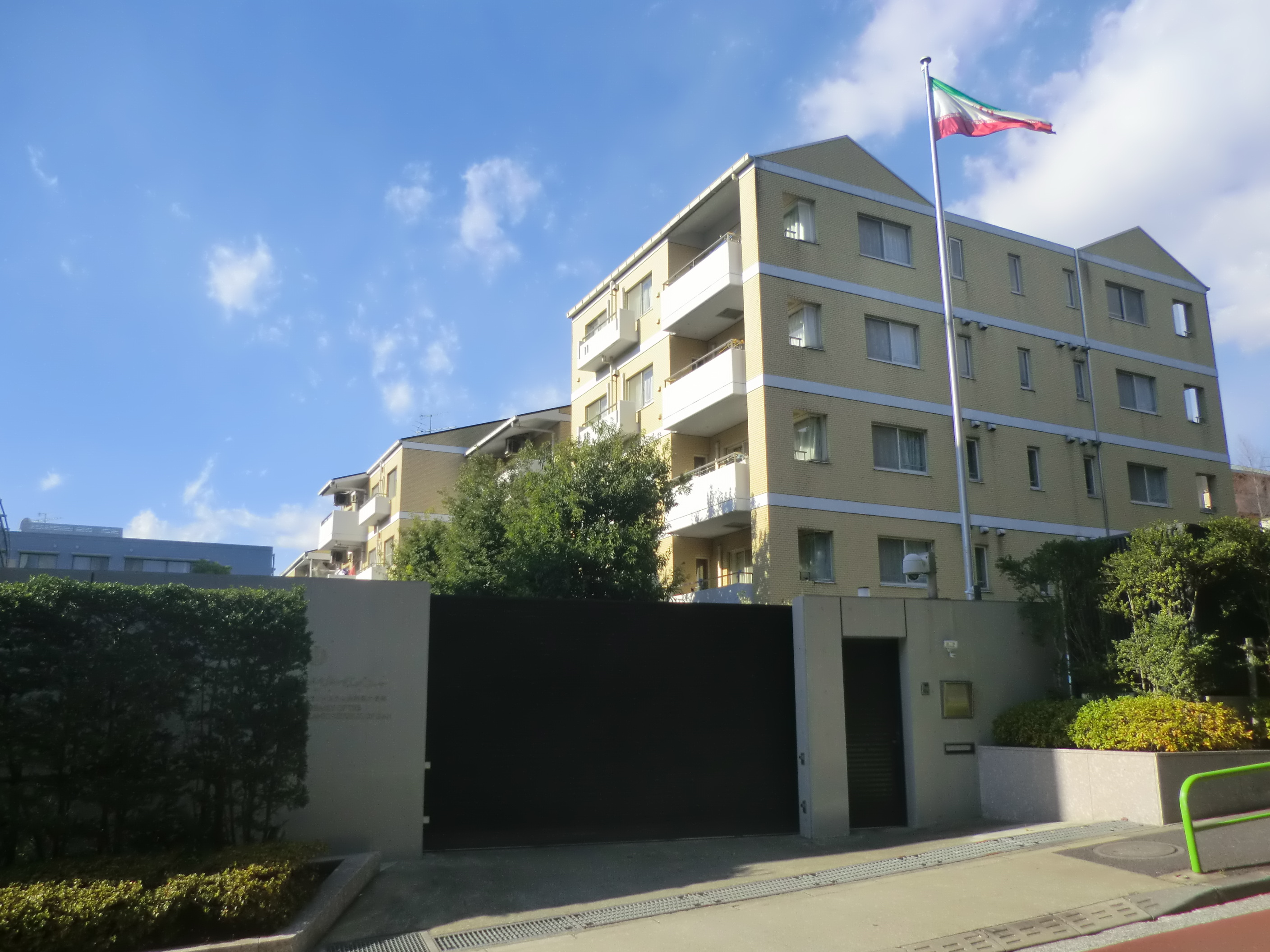
Посольство
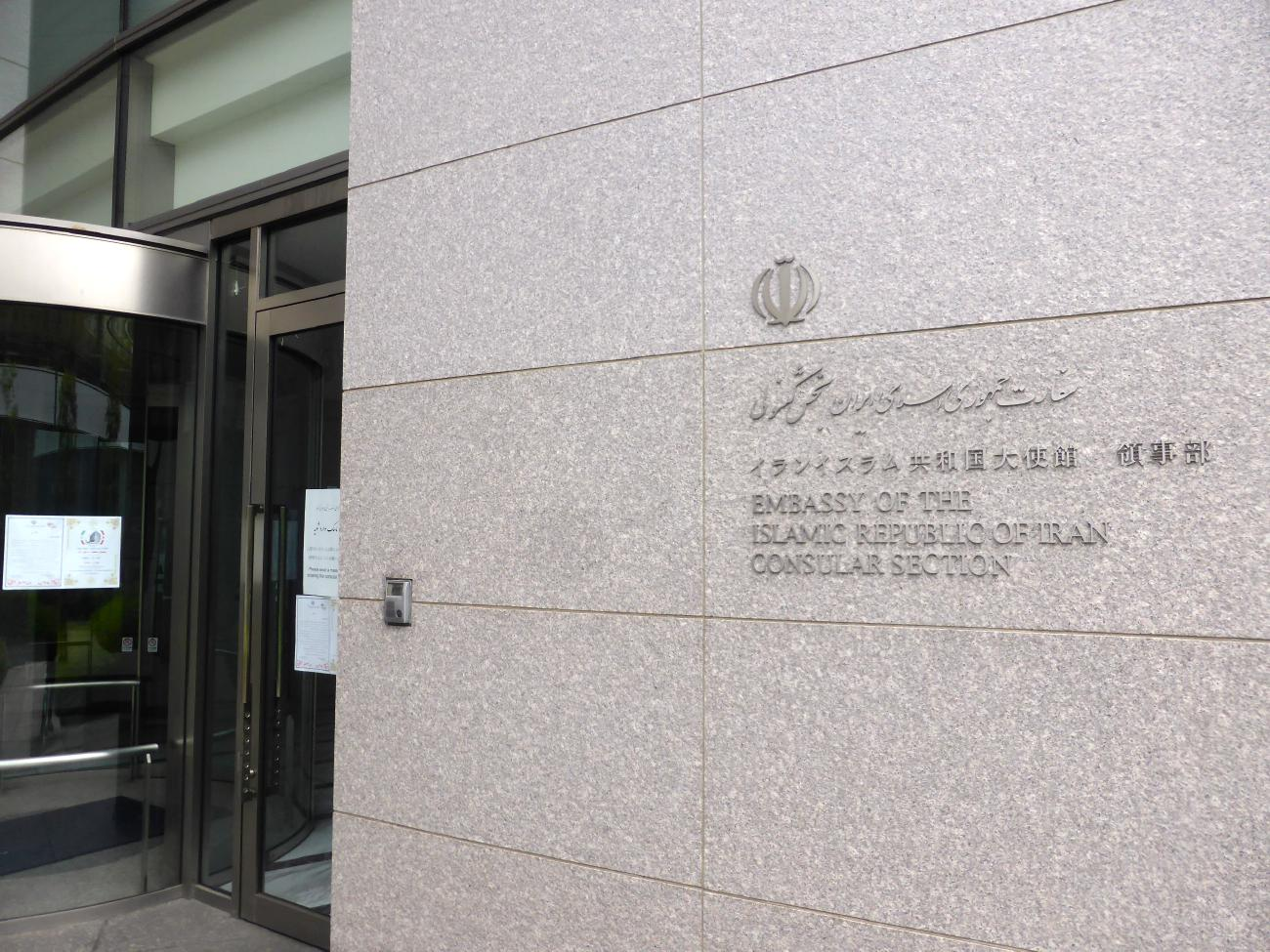
Консульский отдел
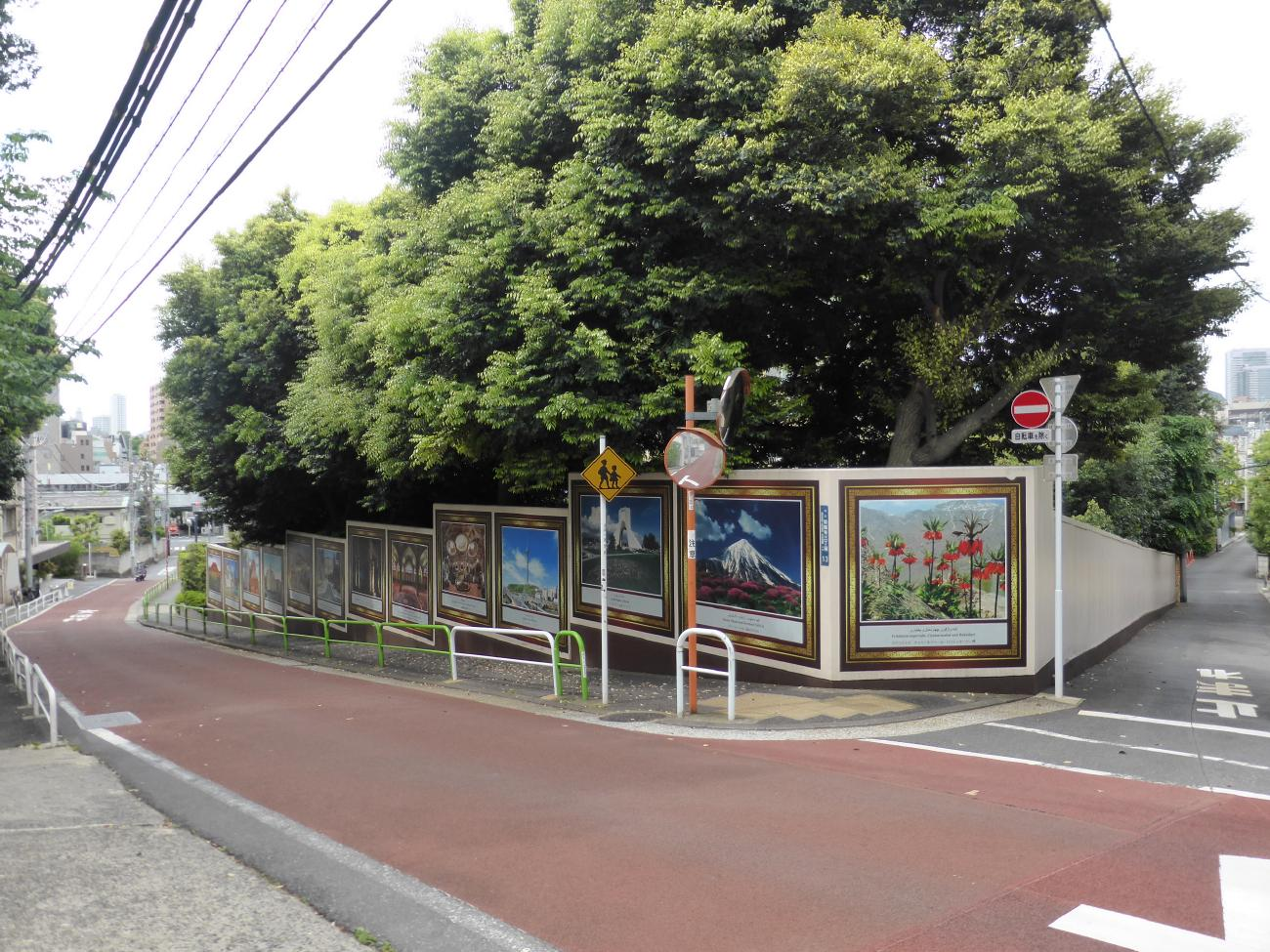
Рекламная стена посольства

## Послы Ирана в Японии
Многие послы Ирана в Японии впоследствии становились министрами, управляющими центральных банков и заместителями министров иностранных дел. Например, посол в Японии в 1956—1958 годах Хоссейн Годс-Нахай стал позже министром по делам королевского двора, а Мохаммад Хоссейн Адели (1987—1989) стал директором Центрального банка Исламской Республики Иран.
- Хоссейн Годс-Нахай (1956—1958)
- Горам Аббас Арам (1958—1959)
- Аббас Арам Говерхи (1982—1987)
- Мохаммад Хоссейн Адели (1987—1989)
- Манучехр Моттаки (1995—1999)
- Аббас Аракчи (2007—2011)
- Мортеза Рахмани Мовахед (2018—наст. вр.)